# Weserfähre Veckerhagen

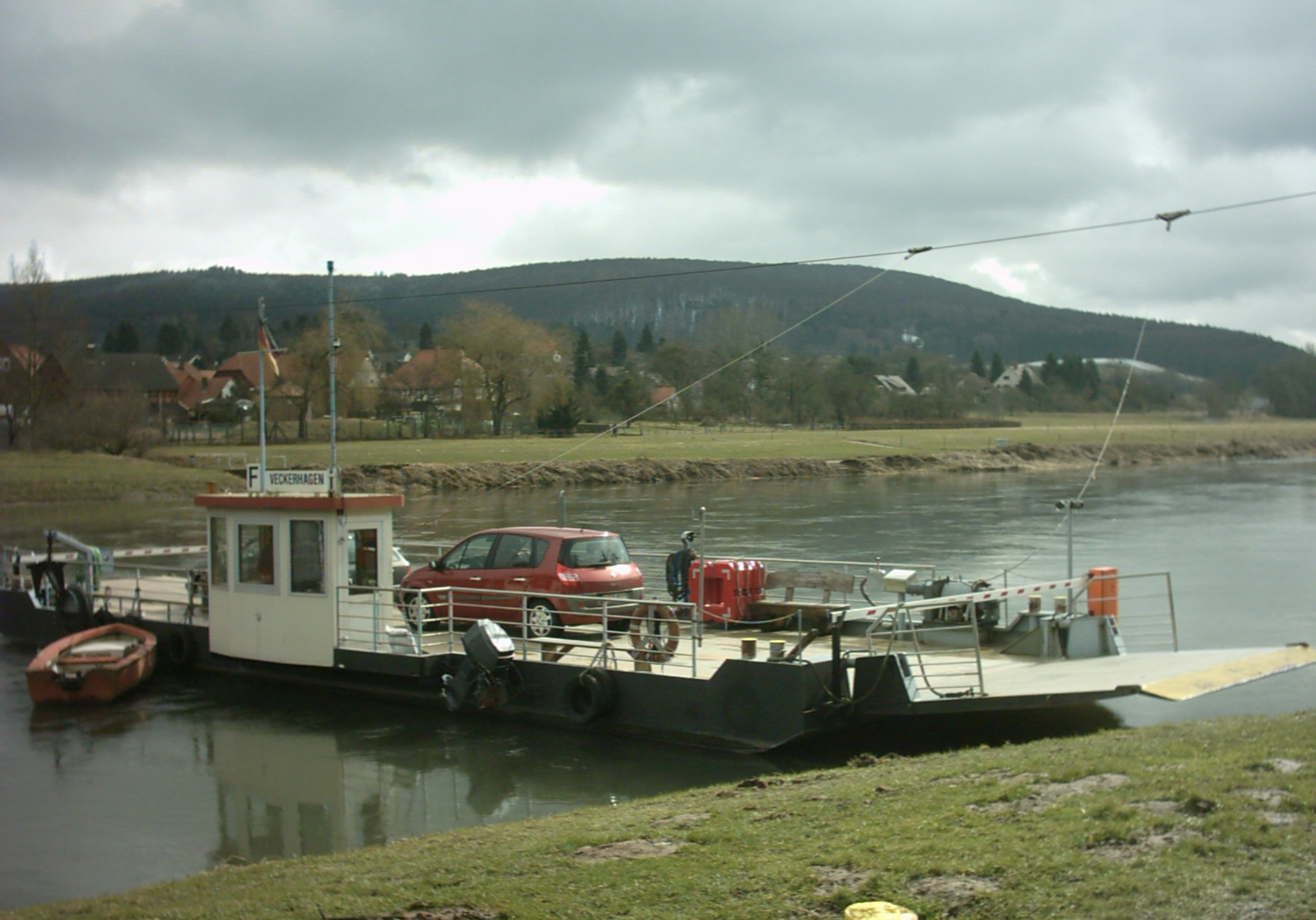
Fähre Veckerhagen im Jahr 2005

Die Weserfähre Veckerhagen ist eine ganzjährig betriebene Gierseilfähre für Fußgänger und Kraftfahrzeuge an der Oberweser. Sie verkehrt zwischen dem nordhessischen Veckerhagen im Landkreis Kassel und dem südniedersächsischen Hemeln im Landkreis Göttingen.

## Lage
Die Fähre befindet sich an der Weser am Stromkilometer 11,37 und verbindet den Reinhardshagener Ortsteil Veckerhagen mit dem Hann. Mündener Ortsteil Hemeln. Die nächsten Querungsmöglichkeiten der Weser befinden sich rund 16 Kilometer flussaufwärts im niedersächsischen Hann. Münden und rund 12 Kilometer flussabwärts im nordhessischen Gieselwerder. Für die Region bildet die Fähre einen wichtigen Teil der Verkehrsinfrastruktur und ist zugleich touristisches Aushängeschild.

## Geschichte
Die Fährverbindung geht auf das 14. Jahrhundert zurück. Das früheste schriftliche Zeugnis über die Fähre liegt in einer Urkunde aus dem Jahr 1342 vor. Es wird jedoch davon ausgegangen, dass ein Fährbetrieb deutlich länger besteht. Sie ist eine der am längsten durchgehend betriebenen Fähren in Deutschland.
Über die zunächst genutzten Fährfahrzeuge liegen keine Informationen vor. Üblich waren für die Personenbeförderung einfache Nachen, für Fahrzeuge und Vieh Seilfähren in Form von Einbäumen, die durch Balken miteinander verbunden waren und eine hölzerne Plattform trugen. In der Tat gab es zwei Fährboote und zwei Fährregale – eines für den Personenverkehr und eines für den Lastverkehr, die erst 1870 zusammengeführt wurden. Nach 1866 war die Lastfähre ein schwerer eiserner Lastkahn, der an einer über die Weser gespannten starken Stahltrosse hing, während für die Personenfähre ein leichter Holzkahn genutzt wurde, der an einer leichteren Stahlleine über den Fluss geführt wurde. Wann die beiden Fährboote zusammengeführt wurden, ist unklar.
1896 diente ein Holzprahm aus Stolzenau, der dort nicht mehr benötigt wurde, nach einer Überholung in Veckerhagen als Fähre. Diese Niedrigseilfähre hatte eine Länge von 12 Metern. 1929 wurde die Fähre auf die heute noch bestehende Hochseilanlage umgerüstet.
1937 kam es zu einem schweren Unglück, als ein mit Baumstämmen beladenes Pferdegespann auf die Fähre gefahren wurde. Bei der Auffahrt riss die Sicherungskette und die Fähre begann abwärts zu treiben – der Vorderteil des Gespanns mit den Pferden war bereits auf der Fähre, der hintere Teil mit der Last jedoch nicht. Dieser wurde ins Wasser gezogen und riss den vorderen Wagenteil mit den Pferden in den Fluss. Die angeschirrten Pferde ertranken und die Ladung ging verloren.
Am Ende des Zweiten Weltkrieges war die Fähre abgängig. Ersetzt wurde sie 1946 durch einen aus dem Jahr 1936 stammenden Pionierprahm, der bis dahin als Ersatz für die gesprengte Fuldabrücke in Hann. Münden als Fähre gedient hatte. 1946 und 1947 kam es erneut zu Unglücken, als 1946 ein von Pferden gezogener Holztransport und 1947 ein von einer Kuh gezogener Wagen in die Weser gerieten, ohne dass es zu Opfern kam. 1967 jedoch starb ein Lastwagenfahrer, als sein Betontransportfahrzeug in die Weser stürzte.
Auf der Fährverbindung zwischen Veckerhagen und Hemeln wurde dieses Fährboot bis 2001 eingesetzt und war dann abgängig. Nach der Ausmusterung wurde sie an einen Motorbootclub in Kassel veräußert. 2002 diente sie als Anleger für ein Ausstellungsboot auf der Documenta11. Seit 2003 nutzt sie der Yacht Club Kassel als Schiffsanleger. Im Jahr 2017 gab es seitens des Landes Hessen Pläne, die Fähre zu privatisieren – diese scheiterten jedoch an Auflagen.

## Aktuelles Fährschiff
Der Bau der heute eingesetzten Fähre wurde im Jahr 2000 vom Land Hessen beauftragt, da die alte Fähre nach 70 Jahren Betrieb aufgrund von Verschleiß ersetzt werden musste. Den Auftrag zum Bau erhielt die Dock-Werft in Plaue / Brandenburg. Sie hat eine Länge von 24,20 Metern, eine Breite von 7,30 Metern und einen maximalen Tiefgang von 0,65 Metern. Die zugelassene Transportkapazität beträgt bis zu sechs Fahrzeuge und 45 Personen bei einer Tragfähigkeit von 35 Tonnen. Als Hilfsantrieb – etwa bei starker Strömung – steht ein Außenbordmotor zur Verfügung. Die Indienststellung erfolgte 2001.

## Fährbetrieb
Eigentümerin der Fähre ist das Land Hessen, die durch das Regierungspräsidium Kassel vertreten wird. Dieses hat die Fähre an die seit 1995 tätige Betreiberfamilie Bolte verpachtet; inzwischen ist die zweite Generation der Familie Betreiber. Als Gierseilfähre verkehrt das Fahrzeug ohne Motorkraft und wird durch die Strömung angetrieben. Bis 2023 hat das Land Hessen die Kosten für den Unterhalt der Fähre alleine getragen. Seit 2023 teilen sich das Land Hessen und der Landkreis Göttingen diese zur Hälfte.
Die Fähre verkehrt ganzjährig jeden Tag: Im Sommer montags bis freitags von 6.30 bis 19.00 Uhr, samstags von 7.00 bis 19.00 Uhr und sonntags von 9.00 bis 19.00 Uhr. Im Winter endet der Betrieb jeweils eine Stunde früher. Die Überfahrt zwischen den beiden etwa 80 Meter auseinander liegenden Fährstellen dauert wenige Minuten. Zielgruppe sind heute vor allem Pendler sowie im Sommer Fahrradwanderer und Motorradfahrer. Rund 80.000 Personen befördert die Fähre jährlich.